# Noctua carvalhoi
Noctua carvalhoi là một loài bướm đêm trong họ Noctuidae.